# Streets of London
Streets of London ist ein Folksong von Ralph McTell, der Anfang der 1970er Jahre ein Hitparadenerfolg in Europa wurde.
Das Stück wurde von McTells Erfahrungen inspiriert, die er besonders in London und Paris machte, während er als Straßenmusiker durch Europa trampte. Streets of London stellt die Luxusprobleme der Durchschnittsbürger den existenziellen Problemen der Obdachlosen, der einsamen Alten und der vergessenen Mitglieder der Gesellschaft gegenüber.

## Entstehungsgeschichte
Der Song wurde erstmals 1969 für das Album Spiral Staircase bei Transatlantic Records in einer vierminütigen Version aufgenommen und in einem Take mit akustischer Gitarre und McTells Gesang eingespielt. 1970 brachte Transatlantic Records die Zusammenstellung Revisited heraus, auf der eine Neuabmischung dieser ersten Aufnahme enthalten war, und veröffentlichte den Song erstmals auch als Single, jedoch ohne nennenswerten kommerziellen Erfolg. 1971 wechselte McTell zum Plattenlabel Famous/EMI, wo die LP You Well Meaning Brought Me Here erschien. In den USA wurde ein Song dieser LP durch eine neue Aufnahme von Streets of London ersetzt. Paramount Records (ABC) brachte in den Niederlanden eine Neuauflage der USA-Version dieser LP unter dem Titel Streets of London heraus.
Als Single wurde Streets of London in dieser Neuaufnahme 1972 in den Niederlanden auf Paramount/ABC veröffentlicht, wo sie sich in den Top-10 der Singlecharts platzieren konnte. Erst nach einem weiteren Labelwechsel zu WEA/Reprise entwickelte sich der nochmals neu aufgenommene und nun zusätzlich mit Mundharmonika und Begleitchor angereicherte Song Ende 1974 auch in Großbritannien zum Hitparadenerfolg und erreichte Platz zwei in den UK Top 40. In Deutschland kam Streets of London Anfang 1975 bis auf Platz 8, in Österreich auf Platz 11. Der Titel wurde mit dem Ivor Novello Award ausgezeichnet.
McTell hatte stets abgelehnt, das Lied zu aktualisieren, doch angesichts der Corona-Krise präsentierte er im März 2020 eine neue Strophe als Ergebnis der Gespräche mit einem Korrespondenten aus der Nachbarschaft.

## Ähnlichkeiten und Coverversionen
Die Harmoniefolge und teilweise auch die Melodie ähneln dem Kanon in D von Johann Pachelbel von 1677. Als Ralph McTell an Streets of London schrieb, interpretierte Esther Ofarim dieses Chanson 1968 in Paris in einer teilweise sehr ähnlich klingenden Version. Teile des Gitarrenarrangements erinnern an Oh Samuel, How You've Changed!, das Al Stewart 1967 aufgenommen hatte.
Viele Künstler nahmen Coverversionen von Streets of London auf, darunter Harry Belafonte, Cliff Richard, Mary Hopkin, Blackmore’s Night, Joan Baez, Roger Whittaker, Gordon Lightfoot, Sinéad O’Connor, The Sex Pistols, The Settlers, Guus Meeuwis (niederländischer Titel: Op Straat), Jasmine Bonnin (deutscher Titel: Straßen unserer Stadt) und 1981 die Anti-Nowhere League. Toni Vescoli veröffentlichte 1975 eine schweizerdeutsche Version, die er auf Zürich adaptierte mit dem Titel Plätz vo Züri. 2012 veröffentlichte Debbie Clarke eine akustische Version auf der Deluxe-Edition ihres Debütalbums Manhattanhenge.